# Eiréné bizánci császárnő

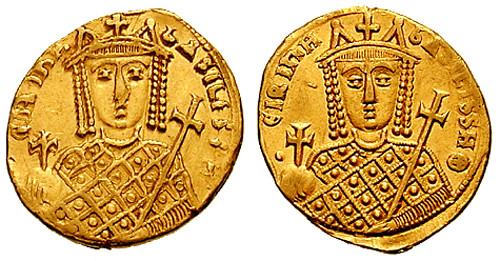
Eiréné solidusa, rajta az egyébként ritkán használt baszilissza (bASILISSH) címmel

Szent Eiréné, magyarosan Iréne vagy Irén (ógörögül: Εἰρήνη, (Athén, 752 – Leszbosz, 803. augusztus 9.), uralkodott 797. augusztus 15. – 802. október 31.) a Bizánci Birodalom császárnője, IV. León felesége és VI. Kónsztantinosz anyja, régense, társuralkodója és megvakíttatója. Legismertebb tette a képrombolás megfékezése volt, ami miatt az ortodox egyházak szentként tisztelik.

## A hű feleség
Az egykori athéni árva 752 körül született, és V. Kónsztantinosz vitte Konstantinápolyba. 769-ben ment feleségül a trónörökös Leónhoz, akinek 771-ben szülte meg egyetlen gyermekét, a későbbi VI. Kónsztantinoszt. 775–780 között már férje mellett is a képtisztelet üldözésének megszüntetésén munkálkodott, nem is kis sikerrel. Igazán azonban akkor bontakozhatott ki, amikor 780. szeptember 8-án kiskorú fia régensévé nevezték ki.

## Amásodik nikaiai zsinat
Eiréné és hívei a III. León és V. Kónsztantinosz alatt erőszakosan terjesztett képromboló politika teljes felszámolására törekedtek. A fokozatos enyhülés programja jegyében csak 784-ben bocsátották el Paulosz pátriárkát, helyére pedig Tarasziosz, Eiréné korábbi titkára, egy művelt laikus került.
A következő lépés egy zsinat összehívása volt, amely a 754-es ikonoklaszta, ún. „fejetlen” zsinat határozatainak elvetését és a képtisztelet visszaállítását tűzte ki célul. A törekvést üdvözlő keleti és itáliai püspökök ezúttal meg is jelentek a gyűlésen, amely 786. július 31-én nyílt meg, ám a képrombolást támogató városi gárda szétzavarta a zsinatot. A császárnő és a pátriárka nem tett le céljáról, ezért az ikonoklaszta beállítottságú alakulatokat áthelyezte Kis-Ázsia területére, egy arabok ellen indítandó háború ürügyén. Helyüket thrakiai ikontisztelő katonák vették át, így 787-ben Nikaia városában összeülhetett a VII. egyetemes zsinat. Szeptember 24. és október 13. között két ülésen restaurálták az ikonok tiszteletét.
A zsinat a korábbi képromboló egyháziakat visszafogadta kebelébe, ha beismerték és megtagadták addigi eretnekségüket. A toleráns döntés az V. Kónsztantinosz alatt tűzzel-vassal üldözött fanatikus képtisztelő szerzetesség felháborodását váltotta ki, ekkor jelentkezett először a későbbi bizánci vallástörténetben oly fontos szerepet kapó zélóta–politikus ellentét. Az október 23-ai záróülésen a két uralkodó közösen írta alá a képrombolást eretnekségként elítélő, a képtiszteletet Damaszkuszi Szent János tanítása alapján megideologizáló határozatot.

## Leszámolás a császárral
Ahogy Kónsztantinosz idősödött, anyja egyre nehezebben tudta irányítani. Eiréné szemmel láthatóan túlságosan megszerette a hatalmat ahhoz, hogy átengedje nagykorú fiának az egyeduralmat. A sértett Kónsztantinosz köré politikai csoport szerveződött, amelyben a képrombolás hívei is helyet kaptak, mint Eiréné legkeményebb ellenfelei. A császárnő azonban 790-ben leleplezte szervezkedésüket, és ennek hatására követelte, hogy a hadsereg ismerje el idősebb uralkodónak, azaz egymaga kívánta gyakorolni a hatalmat. Az európai és fővárosi csapatok fel is esküdtek rá, de az Armeniakon thema vezetésével az anatóliai hadsereg fellázadt, és Kónsztantinosz mellett tett hitet.
A császárnőnek ideiglenesen menekülnie kellett, de fia az udvar befolyásos csoportjai nyomására 792-ben kénytelen volt visszahívni és korábbi jogaiban megerősíteni. A hadszíntéri kudarcai és hajdani támogatói cserbenhagyása miatt sokak által meggyűlölt, 27 éves Kónsztantinoszt anyja parancsára vakíttatták meg 797-ben születési helyén, a porfír teremben. Eiréné végül szándékának megfelelően egyeduralkodó maradt. Az esetet a tudósítások szerint hétnapos napfogyatkozás követte.

## Az első császárnő
Eiréné, mint egyedüli császárnő uralkodása kuriózumnak számított, ezért az esetleges jogi alapú bonyodalmak elkerülése végett gyakrabban – többek között hadseregparancsnokként – használta a hímnemű baszileusz címet a női baszilisszánál.
Uralkodása alatt rendkívül népszerű volt, aminek azonban a birodalom látta kárát. Támogatói bázisát megerősítendő ugyanis Eiréné bőkezűen osztogatta a kedvezményeket Konstantinápoly népének és a képtisztelet mellett végig kardoskodó kolostoroknak. Eltörölték a fővárosiakat sújtó városi adót, az abüdoszi és hieroszi vámot, és csökkentették a különféle exportot és importot terhelő vámokat. Mindez a kis-ázsiai arab és a balkáni bolgár betörésekkel, a megbékéltetésükre kiáramló sarccal és az állandósuló, elsősorban Aetiosz és Sztaurakiosz eunuchoknak köszönhető palotabéli intrikákkal párosulva komoly nehézségeket okoztak a későbbiekben.

## Egy új Imperium
Eiréné uralkodásának legnagyobb eseménye Nagy Károly császárrá koronázása volt 800. december 25-én. Ez azt jelentette, hogy a római egyházfő végleg elfordult Bizánctól, hogy ahhoz a hatalomhoz csatlakozzon, amelyik megmentette a Longobárd Királyságtól, és hozzá hasonlóan nem törődött az ikontisztelet kérdésével. (794-ben a frankfurti zsinaton I. Adorján pápa elvetette a képtiszteletet, amely bizánci formájában sosem létezett nyugaton.) Ezt csak felerősítette, hogy Bizánc nem volt hajlandó tárgyalni a korábban V. Kónsztantinosz által elvett területek és jövedelmek visszaszolgáltatásáról a vallási egyetértés ellenére sem.
Az új császárság felbukkanása mind Konstantinápolyi, mind római szemmel értelmezhetetlen volt, hiszen világképükben csakis egyetlen legitim Imperium létezhetett. Rómában Eirénét nem tekintették uralkodónak, így végeredményben egy betöltetlen trónt töltöttek be a frank uralkodóval. Konstantinápoly ezzel szemben bitorlónak tekintette Károlyt, aki – biztos, ami biztos – még eretneknek is nevezte a keleti birodalmat. A helyzet orvoslására azonban követeket menesztett Bizáncba, hogy megkérje az özvegy Eiréné kezét, azonban 802-es érkezésüket követően a császárnőt palotaforradalom buktatta meg.
Eirénét először a Herceg-szigetre, majd Leszboszra száműzték, ahol szövésből kellett fenntartania magát, és nemsokára meg is halt. Utódja a hajdani logothetész, I. Niképhorosz lett.